# ダンス・オブ・ヴァンパイア
『ダンス・オブ・ヴァンパイア』（ドイツ語題：Tanz der Vampire, 英語題：Dance of the Vampires）は、1967年にロマン・ポランスキーが監督した映画『吸血鬼』（The Fearless Vampire Killers）を舞台化したもので、ポランスキー自身が演出を手掛けた作品。略称は「TdV」。吸血鬼・クロロック伯爵を主人公に据えた、ウィーン初のネオゴシックミュージカル。脚本・作詞は『エリザベート』、『モーツァルト!』のミヒャエル・クンツェ、ジム・スタインマンの楽曲を使用し、、1997年にウィーン、ライムント劇場にて初演された。その後ドイツ、エストニア、アメリカ（ブロードウェイ）、ポーランドでも公演された。

## 作品の特徴
- ジム・スタインマンの楽曲

一般的なミュージカルでは作品のために新規楽曲が書き起こされるのに対し、本作ではジム・スタインマンの既存楽曲に本作のための歌詞を付け直して転用している。このため、ジュークボックス・ミュージカルの一種とも言える。
- コメディ作品らしいおおらかさ

日本公演に限った特徴だが、幕間のショートコント、観客参加型の締め、劇場ロビーの飾り付け、公式youtubeの編集がふざけている点などは真面目なミュージカル作品の多い東宝や帝国劇場では特徴的といえる。また、公式youtubeで本番中の舞台セット転換の裏側や、稽古場での休憩時間、幕間のショートコントを公開しており、裏側を見せることへの抵抗のなさも珍しい。

## 主な登場人物
- クロロック伯爵：主人公。吸血鬼伯爵。
- アプロンシウス教授：吸血鬼研究者。
- サラ：宿屋の亭主シャガールの娘。お風呂が好き。
- アルフレート：アプロンシウス教授の助手。サラが好き。
- シャガール：宿屋の亭主。サラを溺愛する父親。
- レベッカ：シャガールの女房。サラの母親。
- マグダ：宿屋の女中。シャガールの愛人。
- ヘルベルト：クロロック伯爵の息子でゲイ、吸血鬼。
- クコール：クロロック伯爵に仕えるせむし男、人間。愛称：クコちゃん。

## あらすじ

### 第一幕(ACT-1)
吸血鬼を研究するアブロンシウス教授は助手のアルフレートを伴い、トランシルヴァニアへフィールドワークに訪れている。研究に夢中のあまり吹雪の中で凍ってしまった教授を背負い、アルフレートはある村の宿屋へ辿り着く(プロローグ)。宿屋で何かを恐れ、隠し、ニンニクに執着する村人たちを見た教授は吸血鬼との繋がりを確信し、この宿屋に泊まることに(ニンニク)。宿屋の主人シャガールは美しく育った娘サラを溺愛し、お風呂を禁止するほど過保護(きれいな娘を持ったなら)。サラがこっそり風呂に入ろうとしたところに出会ったアルフレートは美しい彼女に恋に落ちる(初めてだから)。だが、吸血鬼のクロロック伯爵も彼女を狙っていた(神は死んだ)。一夜明けて教授が村人たちの隠しごとを探りながら、研究への熱意を語る(すべて順調)。一方、サラが年頃になるのを待っていた伯爵はついに永遠の美、父親からの自由、華やかな舞踏会を餌に彼女を誘惑する(おまえを招待しよう)。教授とアルフレートは伯爵がサラを狙っていることに気づくが、サラは自分の意思で夜中に家を抜け出し、伯爵の城へ向かってしまう(外は自由)。父シャガールがサラを救うため単身城へ向かうが、翌朝に凍死体になって発見される。教授はシャガールの首に吸血跡を見つけ、心臓に杭を刺すよう訴えるが、遠慮のない言い方に妻のレベッカは激しく拒否して教授を追い出す(ヴシャブシャ)。夜中にシャガールの遺体の元を訪れた愛人マグダは生前にそっけなっくしたことを懺悔するが、吸血鬼として息を吹き返したシャガールに襲われてしまう(死んじゃうなんて)。教授とアルフレートはサラを取り戻すため、伯爵の城へ向かう。城の入り口で2人を和やかに出迎えた伯爵は教授には研究への賞賛、アルフレートにはサラとの恋の助力を提示して誘惑する(ACT-1フィナーレ)。

### 幕間
日本公演では、伯爵の召使クコールによる掃除とショートコントが行われ、「クコール劇場」と呼ばれている。過去に第一幕でまかれた紙吹雪によって第二幕で足を滑らせる俳優がいた。しかし、舞台の一部は緞帳より前に出ており、緞帳を下ろしても客席から見えてしまうため、スタッフが掃除できなかった。そこで初演のクコール役俳優駒田一の気遣いにより、幕間に「クコールの役になりきったまま、客の前で舞台の掃除」が行われるようになった。さらに観客へのサービスとして、駒田のアドリブでショートコントが行われ、ときにほかのキャストも参加する。本編中のクコールは憎まれ役であるが、幕間ではクコちゃんの愛称で親しまれている。2019-2020年においては東宝公式youtubeにて全公演分が公開されている。

### 第二幕(ACT-2)
教授とアルフレートが城へ来たのと同じ夜、サラは城内で不安と誘惑の間で揺れていたが、伯爵の誘惑に堕ちる(愛のデュエット)。アルフレートはその晩、悪い未来を予兆するような悪夢を見る(夜を感じろ)。朝になり城の客室で目を覚ました教授とアルフレートは城内の探索に乗り出し、クロロック伯爵とその息子ヘルベルトが眠る棺桶を発見する。しかし、教授は腰を痛めたため、アルフレートは臆病なために、伯爵たちを殺せずに終わる。霊廟の隅では吸血鬼になったシャガールとマグダのカップルが欲望のままに血を吸い合っている(霊廟)。再び城内を探索する教授とアルフレートは巨大な図書室を発見する。大量の学術書に大興奮の教授を放って、サラの歌声に気づいたアルフレートはひとりでサラを探すことにする(本だ)。お風呂から聞こえる歌声をたどりサラを見つけるが、一緒に帰ろうというアルフレートに対し、サラは残って伯爵との舞踏会に出るほうを選ぶ(舞踏会)。サラへの片思いを自覚し、アルフレートは覚悟を決める(サラへ)。アルフレートが図書室に戻って本にヒントを求めていると、再び風呂からの歌声を聞きつける。しかし今度の正体は伯爵の息子でゲイのヘルベルトだった(恋をしているなら)。ヘルベルトから逃げ切ったアルフレートはヘルベルトが吸血鬼だったことに気づき震えあがる。すでに日は沈んでおり、どこからともなく伯爵が現れ、もはや逃げることは不可能だと高笑いして消えていく(ワルツ)。夜になったことで。城の墓からは配下の吸血鬼たちが這い出てくる。永遠の退屈にうんざりし、人間を蹴落とし支配者になりたいと叫ぶ(永遠)。騒がしい配下から離れた場所で、伯爵はひっそりと永遠の孤独と虚しさを独白する。伯爵の化身だけがそれを聴き踊っている(抑えがたい欲望)。ついに舞踏会が始まり、伯爵は城内に隠れる教授とアルフレートに配下をけしかける。サラは伯爵と踊り、自ら伯爵に噛まれる(舞踏の間)。一歩遅れて乱入した教授とアルフレートは機転を効かせ、サラを連れて逃げ出すことに成功する。伯爵の命令で2人を追いかけ森に入ったクコールは狼に襲われ命を落とす(荒野2)。逃げ切ったサラとアルフレートは両想いになる。教授は2人を馬車に乗せ、サラが他人の血を吸う前に血清を打てば問題ないと言う。しかし、馬車の中ではサラがアルフレートを襲い、欲望のまま互いの血を吸い合ってしまう。何も気づかない教授は吸血鬼発見の成果に喜びながら馬車を走らせ続ける(外は自由ーReprise)。教授以外の全キャストが吸血鬼になってステージに上がり、吸血鬼を讃えて歌い踊る(フィナーレ2)。

## 観客参加型の締め
日本公演では、フィナーレ後に観客とキャスト全員で吸血鬼を讃える歌に合わせて踊るのが名物イベントとなっている(海外公演については不明)。観客のために簡単な振付が用意されており、東宝公式youtubeにはキャストとともに振付を学べる動画がある。動画内で観客は赤いハンカチを持って踊ることが推奨されている。
公演当日は”フィナーレ2“後、教授以外の全キャストが舞台上にいる状態で、ヘルベルト役による観客向けの振付講座が行われる。単純な振付の繰り返しであり、その場で簡単に覚えることができる。観客は自分の座席から離れてはならず、その場で立って踊る。講座が終わると曲がかかり、吸血鬼姿のキャストが客席に降りて観客と一緒に踊るほか、客を襲うフリをするなどファンサをして回る。なお、フィナーレ2に引き続き、アブロンシウス教授のみ登場しない。

## 主なミュージカルナンバー
| - Ouverture (オーヴァーチュア) - Prolog (プロローグ) - Knoblauch (ニンニク) - Eine schöne Tochter ist ein Segen (きれいな娘を持ったなら) - Ein Mädchen, das so lächeln kann (初めてだから) - Sei bereit (神は死んだ) - Alles ist hell (すべて順調～人類のために) - Du bist wirklich sehr nett (あんたは素敵) - Ich lad' dich ein (お前を招待しよう) - Draußen ist Freiheit (外は自由) - Wuscha Buscha (ヴシャブシャ) - Tot zu sein (死んじゃうなんて) - Finale 1 (ACT-1フィナーレ) | - Liebesduett (愛のデュエット) - Carpe noctem (夜を感じろ) - Die Gruft (霊廟) - Bücher (本だ！) - Für Sarah (サラへ) - Wenn Liebe in dir Ist (恋をしているのなら) - Walzer Nachspiel (ワルツ) - Ewigkeit (永遠) - Die unstillbare Gier (抑えがたい欲望) - Tanzsaal (舞踏の間) - Wildnis 2 (荒野2) - Draußen ist Freiheit - Reprise (外は自由 - Reprise) - Finale 2 (フィナーレ2) |

## 日本公演

### スタッフ
- 製作:東宝
- 演出:山田和也
- 翻訳:迫光
- 翻訳・訳詞:竜真知子
- 音楽監督:甲斐正人
- 振付:上島雪夫

### 公演記録
- 2006年7月2日 - 8月27日、帝国劇場
- 2009年7月5日 - 8月26日、帝国劇場  /  9月2日 - 27日、博多座
- 2011年11月27日 - 12月24日、帝国劇場  /  2012年1月7日 - 12日、梅田芸術劇場メインホール
- 2015年11月3日 - 30日、帝国劇場  /  2016年1月2日 - 11日、梅田芸術劇場メインホール  /  1月15日 - 17日、愛知県芸術劇場大ホール
- 2019年11月5日 - 27日、帝国劇場  /  12月15日 - 21日、御園座  /  2020年1月1日 - 7日、博多座  /  1月13日 - 20日、梅田芸術劇場メインホール
- 2025年5月10日 - 31日、東京建物 Brillia HALL  /  6月7日 - 15日、御園座 / 7月4日 - 12日、梅田芸術劇場メインホール / 7月19日 - 30日、博多座

### キャスト
|                        | 2006年     | 2009年           | 2011-2年   | 2015-6年   | 2019-20年  | 2025年       |
| ---------------------- | ---------- | ---------------- | ---------- | ---------- | ---------- | ------------ |
| クロロック伯爵         | 山口祐一郎 | 山口祐一郎       | 山口祐一郎 | 山口祐一郎 | 山口祐一郎 | 山口祐一郎   |
| クロロック伯爵         | 山口祐一郎 | 山口祐一郎       | 山口祐一郎 | 山口祐一郎 | 山口祐一郎 | 城田優       |
| アプロンシウス教授     | 市村正親   | 石川禅           | 石川禅     | 石川禅     | 石川禅     | 石川禅       |
| アプロンシウス教授     | 市村正親   | 石川禅           | 石川禅     | 石川禅     | 石川禅     | 武田真治     |
| サラ                   | 大塚ちひろ | 大塚ちひろ       | 高橋愛     | 神田沙也加 | 神田沙也加 | フランク莉奈 |
| サラ                   | 剱持たまき | 知念里奈         | 知念里奈   | 舞羽美海   | 桜井玲香   | 中村麗乃     |
| アルフレート           | 浦井健治   | 浦井健治         | 浦井健治   | 平方元基   | 相葉裕樹   | 太田基裕     |
| アルフレート           | 泉見洋平   | 泉見洋平         | 山崎育三郎 | 良知真次   | 東啓介     | 寺西拓人     |
| シャガール             | 佐藤正宏   | 安崎求           | コング桑田 | コング桑田 | コング桑田 | 芋洗坂係長   |
| レベッカ               | 阿知波悟美 | 阿知波悟美       | 阿知波悟美 | 阿知波悟美 | 阿知波悟美 | 明星真由美   |
| レベッカ               | 阿知波悟美 | 阿知波悟美       | 阿知波悟美 | 出雲綾     | 阿知波悟美 | 明星真由美   |
| マグダ                 | 宮本裕子   | シルビア・グラブ | Jennifer   | ソニン     | 大塚千弘   | 青野紗穂     |
| ヘルベルト             | 吉野圭吾   | 吉野圭吾         | 馬場徹     | 上口耕平   | 植原卓也   | ジュリアン   |
| クコール               | 駒田一     | 駒田一           | 駒田一     | 駒田一     | 駒田一     | 駒田一       |
| クコール               | 駒田一     | 駒田一           | 駒田一     | 駒田一     | 駒田一     | 伊藤今人     |
| ヴァンパイア・ダンサー | 新上裕也   | 新上裕也         | 新上裕也   | 新上裕也   | 佐藤洋介   | 佐藤洋介     |
| ヴァンパイア・ダンサー | 新上裕也   | 森山開次         | 森山開次   | 森山開次   | 森山開次   | 加賀谷一肇   |

### 公演CD
- 「ダンス・オブ・ヴァンパイア（ハイライト・ライヴ録音盤）」（2006年、東宝）